# 敕使河原宏
敕使河原宏（1927年1月28日—2001年4月14日）是一位知名的日本導演，出生於東京。敕使河原宏父親敕使河原蒼風為草月流花道的創始人。

## 作品
劇情長片
- 1962年：《陷阱（日语：おとし穴 (映画)）》
- 1964年：《砂之女（日语：砂の女 (映画)）》
- 1966年：《他人之顏（日语：他人の顔）》
- 1968年：《燃燒的地圖（日语：燃えつきた地図）》
- 1989年：《利休（日语：利休 (映画)）》
- 1992年：《豪姫（日语：豪姫 (映画)）》

## 外部連結
- いけばな草月流 （页面存档备份，存于）
- いけばな草月流Facebookページ（公式サイト）
- TeshigaharaHiroshi.com （页面存档备份，存于）（勅使河原宏 公式サイト）
- 日本電影數據庫（JMDb）上勅使河原宏的資料（日語）
- Hiroshi Teshigahara在互联网电影资料库（IMDb）上的資料（英文）